# Görtschach, Kriva Vrba
Görtschach je naselje v Občini Kriva Vrba v Okraju Celovec-dežela na Koroškem v Avstriji.